# 臺南市中西區進學國民小學
22°59′03″N 120°12′03″E / 22.984213°N 120.200922°E
臺南市西區進學國民小學（簡稱進學國小）是臺灣臺南市中西區的一所市立國民小學，其源自1919年成立的臺南第三公學校。

## 校史
進學國小最初是台灣日治時期1919年4月8日設立在台南孔廟西側原海東書院的「臺南第三公學校」，在1928年4月1日改稱「末廣公學校」，地址為南門町一丁目2番地。由於作為校舍的海東書院建築老舊，臺南州當局在1929年即規劃將末廣公學校遷到臺南市區南側、大南門外的墓地。第一期的新校舍工程在1930年6月24日完工，五、六年級的女學生先遷入上課；第二期、第三期的校舍則分別在1931年6月1日、1932年9月1日完工，學生於是全部遷到新校舍上課，而舊校舍則被規劃為臺南神社外苑擴建的範圍（今忠義國小）。新校舍的東側是臺南第二高等女學校（今中山國中），北側是中央研究所台南藥品試驗支所，西側是葬儀堂，南側是臺南女子技藝學校（今家齊高中）。1941年4月1日，學校改制為「末廣國民學校」，此時的地址是鹽埕町一丁目13番地。
在二戰時，末廣國民學校的校舍在臺南大空襲中嚴重受損。1945年12月，學校改為「進學國民學校」。1954年9月設置「大林分校」（今大同國小），1959年8月設置「水交分班」，1961年8月設置「逢甲分校」（今新興國小）。1967年8月，水交分班與臺南空軍子弟學校合併為「志開國民學校」。在1968年8月，因配合臺灣九年國民義務教育實施，學校改稱「進學國民小學」。

## 歷任校長
臺南第三公學校、末廣公學校、末廣國民學校
- 井上德造：1919年4月~1920年9月，原任臺南第一公學校教諭，後任新豐郡役所視學
- 米田龜太郎：1920年9月~1945年11月，原任臺南第二公學校教諭，同時為汐見公學校長、臺南第二高等女學校教諭

進學國民學校、進學國民小學
- 周廷壽：1945年12月~1961年11月
- 李嘉謨：1962年4月~1973年9月
- 郭文生：1973年9月~1986年8月
- 陳朝敏：1986年8月~1996年8月
- 鄒馥瑗：1996年8月~1998年8月
- 柯景春：1998年8月~2010年8月
- 李添旺：2010年8月~2016年8月
- 周生民：2016年8月~2024年8月
- 李添旺：2024年8月（現任）